# Joel Bremer
Joel Bremer, född 13 december 1978 i Sverige, är en svensk folkmusiker och violinist. Har fått många utmärkelser för sina insatser inom svensk folkmusik. Har spelat med många välrenommerade spelmän från flera olika orter i landet, till exempel Wille Toors, Ole Hjorth, Pers Hans, Simon Simonsson och Anders Rosén. Bremer är utgiven på skiva både som soloartist och ihop med många andra artister.

## Diskografi
- 2007 – Joel Bremer.
- 2013 – Pigtjusarsväng!, S. Simonsson, O. Simonsson, K-E. Eriksson & J. Bremer. Dimma Sweden.

## Priser och utmärkelser
- 2000 – Stipendiet Pål Olles fiol
- 2007 – Bror Hjorth-stipendiet[3]
- 2013 – Viksta Lasse-stipendiet[4]